# Vahid Halilhodžić
Vahid Halilhodžić (Jablanica, 15. listopada 1952.) bivši je jugoslavenski i bosanskohercegovački nogometaš te sadašnji nogometni trener. Trenutačno je bez angažmana.

## Igračka karijera

### Klupska karijera
- FK Velež Mostar (BiH), 
  - posudba u NK Neretva Metković (Hrv) (II. savezna liga),
- Nantes (Fra),
- Paris Saint-Germain (Fra)

### Reprezentativna karijera
15 puta nastupio za reprezentaciju bivše Jugoslavije, pri čemu je postigao 8 pogodaka.

## Trenerska karijera
- AS Beauvais-Oise (Fra),
- Raja Casablanca (Mar),
- Lille (Fra),
- Rennes (Fra),
- Paris Saint-Germain (Fra),
- Trabzonspor (Tur),
- Al-Ittihad (S. Arab),
- Obala Bjelokosti,
- NK Dinamo Zagreb (Hrv),
- Alžir,
- Trabzonspor (Tur)
- Japan

## Priznanja

### Igrač
- 1978.: Zlatni igrač reprezentacije Jugoslavije za igrače do 21 godine.
- 1978.: Najbolji strijelac na UEFA Europskome U-21 prvenstvu s postignutih 7 pogodaka.[1]
- 1981.: osvajač kupa Jugoslavije (FK Velež).
- 1983.: prvak Francuske (FC Nantes).
- 1983.: najbolji strijelac u prvenstvu Francuske[2] (FC Nantes).
- 1985.: najbolji strijelac u prvenstvu Francuske[2] (FC Nantes).

### Trener
- 1997.: pobjednik afričke Lige prvaka (Raja Casablanca),
- 1998.: prvak Maroka (Raja Casablanca),
- 2004.: osvajač kupa Francuske (PSG)
- 2011.: prvak Hrvatske (Dinamo Zagreb)

### Druga priznanja
- U listopadu 2010. godine u izboru BH muzičkog Oskara, manifestacije koju u BiH svake godine organizira folk-pjevač Nazif Gljiva, izabran je za osobu godine u BiH.[3]

## Vanjske poveznice
- Intervju s Vahidom Halilhodžićem, serijal "Oni pobjeđuju", Al Jazeera Balkans, 14. 7. 2014.
- Vaha: portret jedne legende, dokumentarni film, Al Jazeera Balkans, 19. 12. 2021. (YouTube)
- Intervju s Vahidom Halilhodžićem, serijal Oni pobjeđuju, Al Jazeera Balkans, 13. 10. 2022. (YouTube)
- Razgovor s Vahidom Halilhodžićem, serijal (Ne)uspjeh prvaka s Mariom Stanićem, 4. 9. 2023. (YouTube)